# Bělá nad Svitavou
Bělá nad Svitavou là một làng thuộc huyện Svitavy, vùng Pardubický, Cộng hòa Séc.